# Jean Bruce
Jean Alexandre Brochet, conhecido como Jean Bruce (Paris, 22 de março de 1921 - Épinay-Champlâtreux, 26 de março de 1964), foi um escritor francês de romances de espionagem e eróticos. Ele é particularmente conhecido por ser o autor das aventuras do agente secreto Hubert Bonisseur de La Bath, codinome OSS 117, narrada na série literária de mesmo nome e muitas de cujas aventuras foram levadas às telas desde a década de 1960 e com uma trilogia moderna estrelando o vencedor do Óscar Jean Dujardin. Ele ganhou o Grand prix du roman d'espionnage de 1958.
Jean Bruce morreria em um acidente de carro em Épinay-Champlâtreu, à época em Seine-et-Oise.

## Biografia

### Juventude, carreiras profissionais e inspirações
A sua infância e juventude foram passadas em Aillières, no departamento de Sarthe, onde os seus pais eram donos de restaurantes. Após o ensino secundário, Jean Bruce cursou a Escola Nacional de Polícia. Pouco antes da Segunda Guerra Mundial, juntou-se a uma brigada da Comissão Internacional de Polícia Criminal, antecessora da atual Interpol.
No início da Segunda Guerra Mundial, ingressou na aviação e tornou-se piloto aos 17 anos. [Informação questionável] antes de se tornar um membro ativo da Resistência Interna. Durante a libertação da cidade de Lyon, conheceu William Leonard Langer, um verdadeiro agente do OSS, com o número 117. Após a guerra, ele exerceu diversas profissões, tornando-se, por sua vez, funcionário da prefeitura, ator de uma trupe itinerante, empresário e agente de uma rede de inteligência, inspetor de segurança, joalheiro e secretário de um marajá.
Ele começou a escrever romances policiais por volta de 1949. Suas diferentes ocupações e uma turnê mundial realizada em "pouco mais de oitenta dias", fazendo alusão à viagem ao redor do mundo em OSS 117 au Liban, permitem-lhe escrever de forma realista o contexto das aventuras do agente OSS 117. Todos esses romances são centrados em um acontecimento autêntico e contêm nuances eróticas, das quais ele próprio gosta. Em 15 de agosto de 1949, o primeiro número da coleção Spécial Police das Éditions du Fleuve Noir apareceu sob o título: Tu parles d’une ingénue ! ("Fale sobre um ingênuo! ", de 224 páginas e reeditado sob o título Ici OSS 117 ("Aqui é OSS 117") na coleção Espionnage du Fleuve Noir nº 103 em 1956. O sucesso é imediato. Ele então se dedicou a escrever a série OSS 117 de romances de espionagem. Em 1958, seu romance <i id="mwSg">Panique à Wake</i> ("Pânico em Wake) recebeu o Grande Prêmio de Romance de Espionagem.
Jean Bruce foi um autor muito prolífico. Até sua morte ele escreveu 88 livros OSS 117, mais de seis por ano, escreveu numerosos outros romances e artigos em revistas eróticas sob o nome de Jean Alexandre, Joyce Lyndsay e Jean-Martin Rouan, mas também sob seu nome verdadeiro, uma biografia de Saint-Exupéry e duas peças colocando em cena o seu herói: À bout portant ("À queima-roupa") em 1955 e OSS 117 em 1961.
Em 1962, apresentou um programa de rádio-novela dramática de 20 minutos na rádio Europa 1, intitulado OSS 117 raconte ("OSS 117 diz"), transmitido todas as sextas-feiras e desenhado por Louis Rognoni, em forma de investigação e entrevista com o ator Jacques-Henri Duval no papel de Hubert Bonisseur de La Bath. De 1960 a 1963, Jean Bruce dirigiu a coleção Espionnage da Presses de la Cité.

### Morte
Em 26 de março de 1963, saindo de Paris ao volante do seu Jaguar 3.8l MK2 (placa 117 HJ 60) para regressar a Chantilly, na estrada nacional 16, perto de Luzarches, colidiu frontalmente com um camião semirreboque que vinha na direção oposta.

### Posteridade
Em 1966, sua esposa Josette Bruce continuou escrevendo e publicou novos títulos da série com Hubert Bonisseur de La Bath. Em 1985, a série foi assumida pelos seus dois filhos, Martine e François Bruce, na sequência de um processo instaurado contra Josette Bruce por violação dos seus direitos patrimoniais e morais. Eles a terminaram antes da morte de Josette Bruce em 1996.
- Jean Alexandre Brochet conhecido como Jean Bruce (1921-1963), casado com X, então em segundo casamento Josepha Pyrzbyl (1920-1996). Dois filhos:
- (1) François Brochet diz François Bruce (1947);
- (2) Martine Brochet conhecida como Martine Bruce (1947).

### Vida pessoal
Jean Bruce gostava de passar as férias de inverno em Alpe d'Huez e o verão na Riviera Francesa, também andando a cavalo ou pintando. Amante de ralis e apaixonado por automóveis desportivos, todos os seus veículos tinham, ao que tudo indica, a matrícula “117”.
Em 1947, Jean Bruce deixou a primeira esposa e mãe de seu filho, François, para se casar com Josette, mãe de Martine que era recém-nascida. Foi morar com Josette Bruce, na Villa Saint-Hubert, na Avenida do General Leclerc em Chantilly.
Jean Bruce e Josette Bruce estão enterrados no cemitério de Saint-Pierre em Chantilly .

## Obras

### Romances

#### SérieOSS 117
Obras de Jean Bruce na série OSS 117:
- Tu parles d'une ingénue (Ici OSS 117)
- Tous des patates (OSS 117 et Force Noire)
- Une gosse qui charrie (OSS 117 joue le jeu)
- Faut pas s'y fier
- Romance de la mort
- Ne jouez pas avec les filles
- Cadavre au détail
- OSS 117 appelle
- Trahison
- Contact impossible
- Piège dans la nuit
- Une vraie panthère
- Cessez d'émettre
- L'arsenal sautera
- Une poule et des poulets
- Cité secrète
- Vous avez trahi
- Un fromage pour une souris
- L'espionne s'évade
- OSS 117 contre X
- Chasse aux atomes
- Pas une pour racheter l'autre
- Tortures
- Pays neutre
- Alerte
- À qui perd gagne
- Angoisse
- Sous peine de mort
- OSS 117 n'est pas mort
- Bonne Mesure
- OSS 117 répond toujours
- Un sarcophage pour Isa
- Carte blanche pour OSS 117
- OSS 117 top secret
- Ombres sur le Bosphore
- Meurtre sur l'Acropole
- Affaire n°1
- Inch Allah
- Tirez les ficelles
- Cache-cache au Cachemire
- Hara-Kiri
- Les Marrons du feu
- Documents à vendre
- Travail sans filet
- Dernier quart d'heure
- OSS 117 rentre dans la danse
- OSS 117 s'en occupe
- Coup de masse aux Bahamas
- OSS 117 voit rouge
- Noël pour un espion
- Visa pour Caracas
- OSS 117 n'est pas aveugle
- OSS 117 tue le taon
- OSS 117 franchit le canal
- Festival pour OSS 117
- Chinoiseries pour OSS 117
- Plan de bataille pour OSS 117
- Partie de manille pour OSS 117
- Un as de plus à Las Vegas
- Le Sbire de Birmanie
- Atout cœur à Tokyo
- Moche coup à Moscou
- Gâchis à Karachi
- Panique à Wake
- Les secrets font la valise
- Pan dans la lune
- Cinq gars pour Singapour
- Double Bang à Bangkok
- Délire en Iran
- Métamorphose à Formose
- Arizona zone A
- Lila de Calcutta
- Tactique arctique
- Agonie en Patagonie
- Poisson d'avril
- À tuer
- OSS 117 à l'école
- Du lest à l'Est
- Plein gaz pour OSS 117
- OSS 117 préfère les rousses
- OSS 117 prend le maquis
- OSS 117 ? Ici Paris
- Fidèlement vôtre... OSS 117
- Strip-tease pour OSS 117
- OSS 117 au Liban
- Les Espions du Pirée
- Les Monstres du Holy-Loch
- Valse viennoise pour OSS 117
- OSS 117 à Mexico}}

#### Outros romances
A maioria dos outros escritos de Jean Bruce são textos eróticos publicados em revistas do mesmo gênero:

##### JornalVotre mode
- Catherine et son destin

##### Outras primeiras histórias escritas no final dadécada de 1940
- Trois plumes tachées de sang
- Le Renaud

##### Noire et rouge - La Flamme[Note 2]
- Le Piège à femmes
- Tout, mais pas ça !
- Le Vice dans la peau
- Chair brûlante
- Tentations

##### Stars et Vedettes[Note 3]
- Manque de pot
- Cherchez la femme
- Double Jeu
- Meurtre magique
- Coup fourré
- On ne badine pas avec la mort
- Tiroir secret
- Un peu de chair fraîche
- Le Verre brisé
- Cité interdite
- Dans le bain

##### Paris-Hollywood[Note 3]
- Esméralda (Joyce Lindsay)
- Viens avec moi… (Joyce Lindsay)
- La Tête à l'envers (Jean-Martin Rouan)
- Pluie (Jean-Martin Rouan)
- La Sévillane (suite) : flamme d'Andalousie (Joyce Lindsay)
- Le Piège à femmes (Joyce Lindsay)
- La Fin du monde
- Perrette et le pot à eau (Joyce Lindsay)
- ...et Eve croque la pomme (Jean-Martin Rouan)
- Reflets (Joyce Lindsay)
- La Sorcière (Joyce Lindsay)
- La Croisière interrompue (Jean-Martin Rouan)
- Fleur des îles (Joyce Lindsay)
- Auto-stop (Jean-Martin Rouan)
- Le Moulin abandonné (Joyce Lindsay)
- Le Crime de la Predefinição:Xe avenue (Joyce Lindsay)
- Le photographe ne travaille pas le dimanche (Jean-Martin Rouan)
- Le premier accroc ne coûte rien (Joyce Lindsay)
- La Bacchanale de Kronenburg (Jean-Martin Rouan)
- Miss Sussex (Joyce Lindsay)
- La Fugue de Greta (Joyce Lindsay)
- L'Inconnue de Bikini (Joyce Lindsay)
- Chair brûlante (Joyce Lindsay)}}

### Biografia
- Saint-Exupéry, pilote légendaire[Note 4]

### Teatro
Jean Bruce escreveu duas peças:
- 1955: À bout portant (comédia policial dirigida por Robert Manuel e apresentada no Théâtre de la Potinière, com Alfred Adam e Frédérique Hébrard).
- 1960: OSS 117 (criado no Théâtre des Deux-Masques em 20 de dezembro de 1960, dirigido por Robert Manuel, com Alain Lionel no papel de Hubert Bonisseur de La Bath).